# Lorenzo Ibáñez de Arilla
Lorenzo Ibáñez de Arilla (Zaragoza, 7 de octubre de 1661 - Tropea, 21 de septiembre de 1726) fue un religioso agustino español, catedrático y obispo. 

## Biografía
Hijo de Juan Lorenzo Ibáñez y de Juana de Arilla, parroquianos de San Gil Abad de Zaragoza, a los dieciséis años de edad profesó en el convento de San Agustín de su ciudad, y tras terminar sus estudios eclesiásticos, a los veinticuatro fue ordenado sacerdote.
Doctorado en Teología por la Universidad de Zaragoza, fue lector de Artes y Teología en la misma, catedrático de Sagradas Escrituras en la de Huesca y examinador sinodal por la archidiócesis de Zaragoza.
En el capítulo provincial de 1696 fue elegido prior del convento de agustinos de Huesca, y el año siguiente el rey Carlos II le presentó para obispo de Tropea, en el Reino de Nápoles.  
En los casi treinta años que gobernó la diócesis se distinguió por su defensa de la inmunidad eclesiástica, su liberalidad con los pobres y su contribuciones al ornamento de la catedral, en la que recibió sepultura tras su muerte a los 65 años de edad.